# 長崎県五島中央病院
長崎県五島中央病院（ながさきけんごとうちゅうおうびょういん）は、長崎県五島市にある長崎県病院企業団が経営する病院。2002年2月に開院した五島地域の中核病院である。
旧長崎県離島医療圏組合五島中央病院。平成21年4月1日に長崎県と五島市、島原市、南島原市、雲仙市、新上五島町、対馬市の1県5市1町で構成される長崎県病院企業団（一部事務組合、地方公営企業法全部適用）が発足し、長崎県五島中央病院と改称した。
2014年1月に、旧・長崎県奈留病院が有床診療所化し、当病院の附属診療所奈留医療センターとなった。

## 診療科目
- 内科
- 精神科
- 神経内科 （市立大村市民病院の応援医による診療）
- 小児科
- 外科
- 整形外科
- 産婦人科
- 眼科
- 耳鼻咽喉科
- 皮膚科（長崎大学の応援医による診療）
- 泌尿器科
- 放射線科
- 脳神経外科（長崎医療センターの応援医による診療）
- リハビリテーション科
- 循環器内科
- 消化器内科

## 指定・認定
- 救急告示病院
- 二次救急輪番制病院
- へき地医療拠点病院
- 災害拠点病院
- 管理型臨床研修病院
- 病院機能評価認定

## その他
- 長崎大学医学部学生の離島医学実習や長崎県立五島高等学校衛生看護科の講義・実習に協力している。

## 交通アクセス
- 福江空港より車で約15分
- 福江港より車で約10分、五島バスで約15分